# 클램 안티바이러스

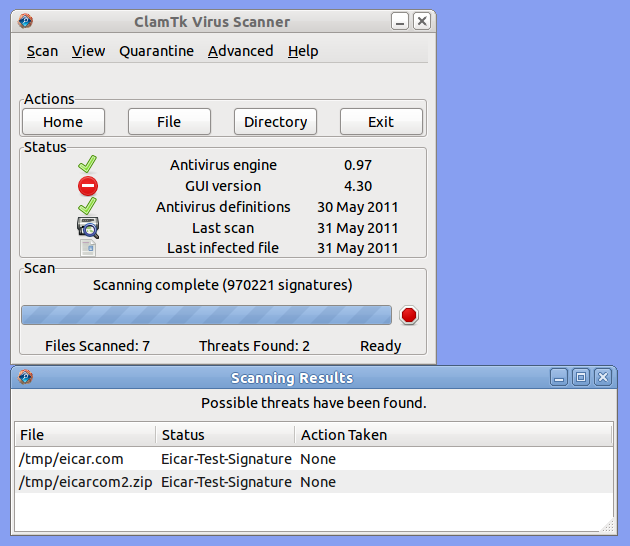
우분투 11.04에서 실행 중인 클램Tk 4.30

ClamAV(Clam AntiVirus)는 네트워크 장비로 유명한 시스코 시스템즈에서 지원하는 오픈소스 소프트웨어로 자유 크로스플랫폼 형식의 바이러스 검사 소프트웨어 툴킷이다.
바이러스를 비롯한 수많은 종류의 악성 소프트웨어를 찾아낼 수 있다. 주된 목적 가운데 하나는 서버 측면의 전자 메일 바이러스 검사기의 역할을 하면서 메일 서버에 이용하는 것이다. 이 응용 프로그램은 유닉스뿐 아니라, AIX, BSD, HP-UX, 리눅스, OS X, 오픈VMS, OSF, 솔라리스와 같은 서드파티 버전용으로 개발되었다. 0.96 버전부터 ClamAV는 마이크로소프트 윈도우에서 빌드한 다음 실행할 수 있게 되었다. ClamAV와 소프트웨어 업데이트는 돈을 내지 않고도 이용할 수 있다.자매품으로는 CLAMTK가 있으며 리눅스에서 설치가능한 유이한 백신이다.

## 업데이트
ClamAV의 데이터 센터는 전 세계에서 발생하는 바이러스 구조에 대한 방대한 자료를 확보하고 이를 주기적으로 업데이트 및 공개하는데, 이러한 데이터베이스는 ClamAV 엔진의 핵심으로 유닉스 계열 뿐만 아니라 공개 자료로서는 사실상 표준처럼 이용되고 있다.

## 같이 보기
- 클램 윈(ClamWin)
- 이뮤넷(Immunet)